# Mistrzostwa Polski w Szermierce 2005
Mistrzostwa Polski w Szermierce 2005 - 76. edycja indywidualnie i 65. edycja drużynowych Mistrzostw Polski odbyła się w dniach 6-11 września 2005 roku we Wrocławiu. W zawodach wystartowało ponad 400 zawodników i zawodniczek.

## Klasyfikacja medalowa
| Msc | Klub                    | złoto | srebro | brąz | Razem |
| --- | ----------------------- | ----- | ------ | ---- | ----- |
| 1.  | Sietom AZS AWFiS Gdańsk | 4     | 1      | 4    | 9     |
| 2.  | Legia Warszawa          | 4     | -      | 1    | 5     |
| 3.  | AZS AWF Warszawa        | 2     | -      | 2    | 4     |
| 4.  | AZS AWF Katowice        | 1     | 1      | 2    | 4     |
| 5.  | AZS AWF Kraków          | 1     | -      | 1    | 2     |
| 6.  | KKSz Konin              | -     | 3      | 1    | 4     |
| 7.  | MOSiR Sosnowiec         | -     | 1      | 3    | 4     |
| 8.  | AZS AWF Poznań          | -     | 1      | 1    | 2     |
| =   | KKS Kraków              | -     | 1      | 1    | 2     |
| 10. | AZS AWF Wrocław         | -     | 1      | -    | 1     |
| =   | IKS Leszno              | -     | 1      | -    | 1     |
| =   | Kolejarz Wrocław        | -     | 1      | -    | 1     |
| 13. | Piast Gliwice           | -     | -      | 2    | 2     |

## Medaliści

### kobiety
| Konkurencja:                         | Złoto:                                                                                             | Srebro:                                       | Brąz:                                                                                         |
| Medalistki indywidualne              | |                                               |                                                                                               |
| floret (startowało 62 zawodniczek)   | Anna Rybicka (Sietom AZS AWFiS Gdańsk)                                                             | Karolina Chlewińska (Sietom AZS AWFiS Gdańsk) | Magdalena Mroczkiewicz (Sietom AZS AWFiS Gdańsk) Katarzyna Kryczało (Sietom AZS AWFiS Gdańsk) |
| szabla (startowało 32 zawodniczek)   | Irena Więckowska (AZS AWF Warszawa)                                                                | Anna Wesołowska (KKSZ Konin)                  | Aleksandra Socha (AZS AWF Warszawa) Karolina Budna (KKSZ Konin)                               |
| szpada (startowało 70 zawodniczek)   | Małgorzata Stroka (Legia Warszawa)                                                                 | Magdalena Jeziorowska (AZS AWF Katowice)      | Joanna Eichler (KKS Kraków) Danuta Dmowska (Legia Warszawa)                                   |
| Medalistki drużynowe                 | |                                               |                                                                                               |
| floret drużynowo (startowało 8 ekip) | Sietom AZS AWFiS Gdańsk Karolina Chlewińska Katarzyna Kryczało Magdalena Mroczkiewicz Anna Rybicka | Budowlani Toruń                               | AZS AWF Poznań                                                                                |
| szabla drużynowo (startowało 4 ekip) | AZS AWF Warszawa Irena Więckowska Aleksandra Socha Małgorzata Kozaczuk Monika Kościucha            | KKSz Konin                                    | MOSiR Sosnowiec                                                                               |
| szpada drużynowo (startowało 9 ekip) | Legia Warszawa Danuta Dmowska Magdalena Grabowska Magdalena Piekarska Małgorzata Stroka            | KKS Kraków                                    | AZS AWF Katowice                                                                              |

### mężczyźni
| Konkurencja:                          | Złoto:                                                                                          | Srebro:                            | Brąz:                                                                       |
| Medaliści indywidualni                |                                                                                                 |                                    |                                                                             |
| floret (startowało 74 zawodników)     | Wojciech Szuchnicki (Sietom AZS AWFiS Gdańsk)                                                   | Sławomir Mocek (IKS Leszno)        | Michał Majewski (AZS AWF Warszawa) Paweł Kawiecki (Sietom AZS AWFiS Gdańsk) |
| szabla (startowało 63 zawodników)     | Bartłomiej Olejnik (Legia Warszawa)                                                             | Tomasz Dominik (MOSiR Sosnowiec)   | Grzegorz Dominik (MOSiR Sosnowiec) Marcin Koniusz (AZS AWF Katowice)        |
| szpada (startowało 95 zawodników)     | Krzysztof Mikołajczak (Legia Warszawa)                                                          | Adam Pracławski (Kolejarz Wrocław) | Marek Jendryś (Piast Gliwice) Radosław Zawrotniak (AZS AWF Kraków)          |
| Medaliści drużynowi                   |                                                                                                 |                                    |                                                                             |
| floret drużynowo (startowało 10 ekip) | Sietom AZS AWFiS Gdańsk Paweł Kawiecki Radosław Glonek Wojciech Szuchnicki Krzysztof Pietrusiak | AZS AWF Poznań                     | Sietom AZS AWFiS Gdańsk II                                                  |
| szabla drużynowo (startowało 10 ekip) | AZS AWF Katowice Piotr Kucięba Adam Skrodzki Adam Kufieta Marcin Koniusz                        | KKSZ Konin                         | MOSiR Sosnowiec                                                             |
| szpada drużynowo (startowało 13 ekip) | AZS AWF Kraków Aleksander Atanassow Michał Sobieraj Radosław Zawrotniak Jakub Zborowski         | AZS AWF Wrocław                    | Piast Gliwice<                                                              |